# Lasioserica dekensis
Lasioserica dekensis är en skalbaggsart som beskrevs av Ahrens 1999. Lasioserica dekensis ingår i släktet Lasioserica och familjen Melolonthidae. Inga underarter finns listade i Catalogue of Life.